# Asplenium virillae
Asplenium virillae là một loài thực vật có mạch trong họ Aspleniaceae. Loài này được Christ miêu tả khoa học đầu tiên năm 1904.